# Jonas Martin
Jonas Martin (Besançon, 9 april 1990) is een Frans profvoetballer die doorgaans als centrale middenvelder speelt. Hij tekende in 2023 bij Stade Brestois, dat hem transfervrij overnam van Lille OSC.

## Clubcarrière
Martin komt uit de jeugdopleiding van Montpellier. In juli 2010 tekende hij een driejarig profcontract. In april 2011 werd zijn contract met twee jaar verlengd. Hij debuteerde in de Ligue 1 tijdens het seizoen 2010/11. Gedurende het seizoen 2011/12 werd hij uitgeleend aan Amiens. In de Ligue 2 speelde hij 26 competitiewedstrijden, waarin hij driemaal trefzeker was. In juli 2016 tekende hij een contract bij Real Betis.
2 Locko ·
3 Ndiaye ·
5 Chardonnet  ·
6 Fernandes ·
7 Lala ·
8 Magnetti ·
9 Doumbia ·
10 Del Castillo ·
11 Camblan ·
12 Zogbé ·
14 Baldé ·
17 Sima ·
19 Ajorque ·
20 Lees-Melou ·
21 Faivre ·
22 Haïdara ·
23 Amavi ·
25 Le Cardinal ·
26 Pereira Lage ·
28 Martin ·
30 Coudert ·
34 Salah ·
40 Bizot ·
44 Coulibaly ·
45 Camara ·
50 Jauny ·
Coach: Roy
· Assistent-coach: Lachuer
· Assistent-coach: Grougi